# Basilinna leucotis
Basilinna leucotis là một loài chim trong họ Trochilidae.